# Andriej Łuniow
Andriej Jewgienjewicz Łuniow (ros. Андрей Евгеньевич Лунёв; ur. 13 listopada 1991 w Moskwie) – rosyjski piłkarz występujący na pozycji bramkarza w Dynamie Moskwa. Wychowanek Diny Moskwa, w trakcie swojej kariery grał też w takich zespołach, jak Torpedo Moskwa, Istra, Kaługa, Saturn Ramienskoje, Ufa, Zenit Petersburg, Bayer 04 Leverkusen, Qarabağ FK i Dynamo Moskwa.